# 생초고등학교
생초고등학교(生草高等學校)는 대한민국 경상남도 산청군 생초면 어서리에 있었던 공립 고등학교이다.

## 학교 연혁
- 1951년 3월 1일: 생초고등공민학교 인가
- 1953년 5월 23일: 생초중학교 인가, 개교
- 1974년 1월 5일: 생초고등학교 6학급 설립인가
- 1974년 3월 30일: 생초고등학교 개교
- 1993년 3월 1일: 생초고등학교 학칙 변경, 인문계(3학급)
- 2008년 3월 1일: 생초중·고등학교로 통합
- 2015년 9월 1일: 고등학교 제19대 최현옥 교장 부임
- 2017년 2월 10일: 고등학교 제41회 졸업식(17명) 졸업생 총 2,572명
- 2017년 3월 2일: 고등학교 신입생 6명(남 4명, 여 2명) 입학
- 2018년 2월 28일: 폐교 및 산청고등학교로 통합[1], 44년만에 폐업